# Zack de la Rocha
Zacharías Manuel "Zack" de la Rocha, född 12 januari 1970 i Long Beach, Kalifornien, är en amerikansk sångare och aktivist. Han är framförallt känd som sångare i Rage Against The Machine.

## Biografi
Zack de la Rocha var sångare i Inside Out, innan han 1991 med bland andra Tom Morello bildade Rage Against the Machine. Året därpå utgav bandet sitt självbetitlade debutalbum, Rage Against the Machine.
Zack de la Rocha hoppade av Rage Against the Machine år 2000 efter utgivningen av Renegades. Därefter samarbetade han med bland andra DJ Shadow och Trent Reznor. År 2008 utgav han tillsammans med Jon Theodore albumet One Day as a Lion under gruppnamnet One Day as a Lion.

## Diskografi (urval)
Rage Against the Machine
- Rage Against the Machine (1992)
- Evil Empire (1996)
- Live & Rare (1998)
- The Battle of Los Angeles (1999)
- Renegades (2000)
- Live at the Grand Olympic Auditorium (2003)

One Day as a Lion
- One Day as a Lion (2008)